# Eugène François Fines

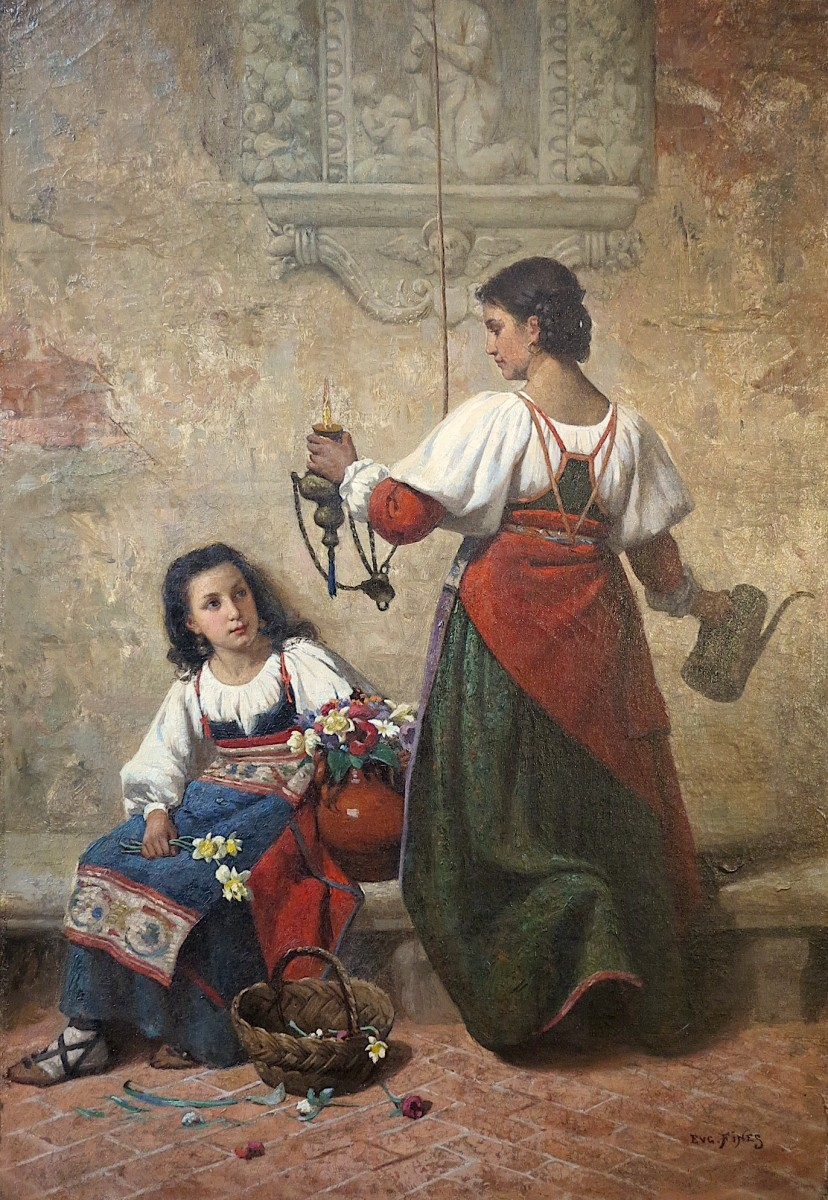
Bäuerinnen aus San Germano

Eugène François Fines (* 19. Juli 1826 in Paris; † Juli 1901 in Bordeaux) war ein französischer Historien- und Genremaler.
Fines studierte ab 1855 an der École des beaux-arts de Paris bei Léon Cogniet und Alexandre Hesse. 
Danach unternahm er eine Studienreise nach Italien. Von 1859 bis 1882 stellte er seine Werke im Salon de Paris aus.